# Grand Prix de Denain
Le Grand Prix de Denain  est une course cycliste française créée en 1959.

## Historique
En 1959 a lieu la première édition du Grand Prix de Denain. À l'origine, cette épreuve était un critérium couru dans la ville de Denain.
La course est classée en catégorie 1.1 par l'UCI entre 2005 et 2015 et est également inscrite comme épreuve comptant pour la Coupe de France de cyclisme.
En 2005, elle intègre le calendrier de l'UCI Europe Tour en catégorie 1.1. À partir de l'édition 2016, elle est classée en catégorie 1.HC comme le Grand Prix de Fourmies et les Quatre Jours de Dunkerque dans la région. Jusqu'en 2017, l'épreuve se déroule en avril.
En 2018, l'épreuve change de date et a lieu en mars, au lendemain de Milan-San Remo. Le parcours évolue également, avec l'apparition de douze secteurs pavés.
En 2020, elle intègre l'UCI ProSeries, le deuxième niveau du cyclisme international. Cette édition est cependant annulée à cause de la pandémie de Covid-19.

## Palmarès

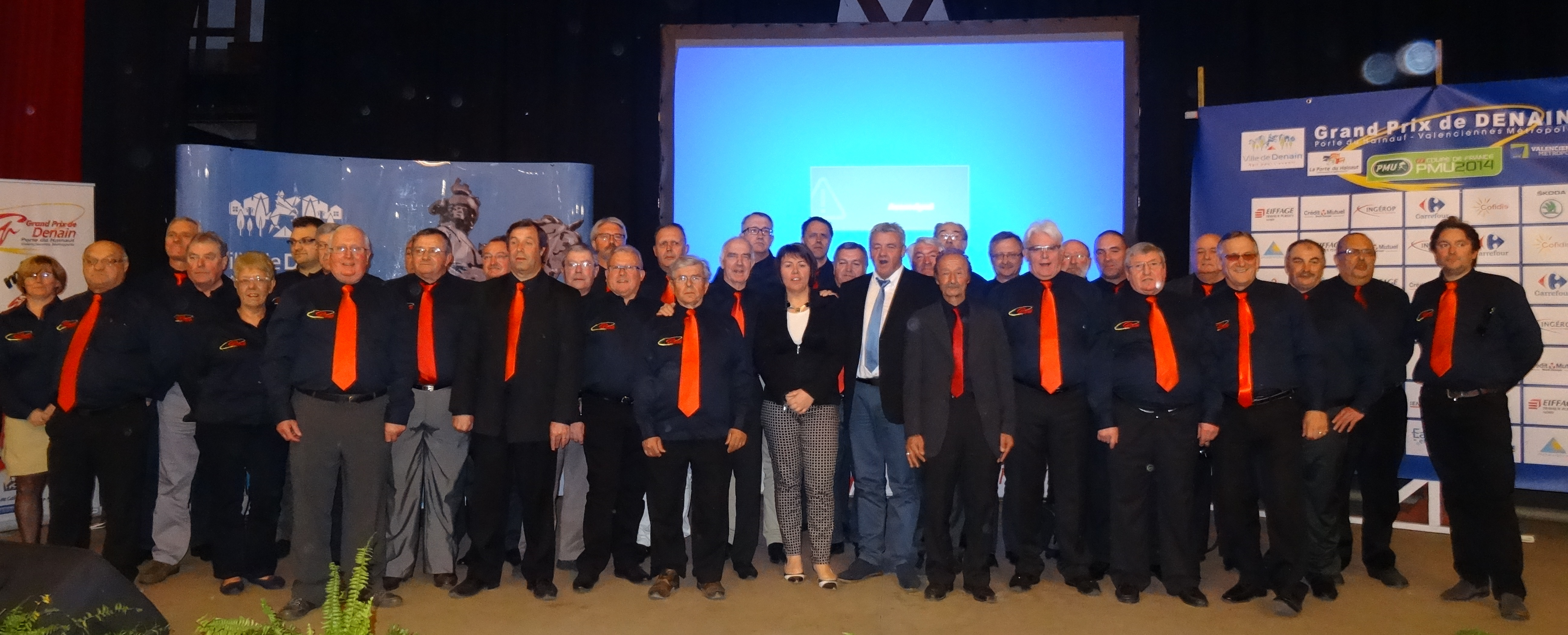
Les organisateurs du Grand Prix de Denain, photographiés ici le 31 mars 2014 dans le cadre de la présentation de la.

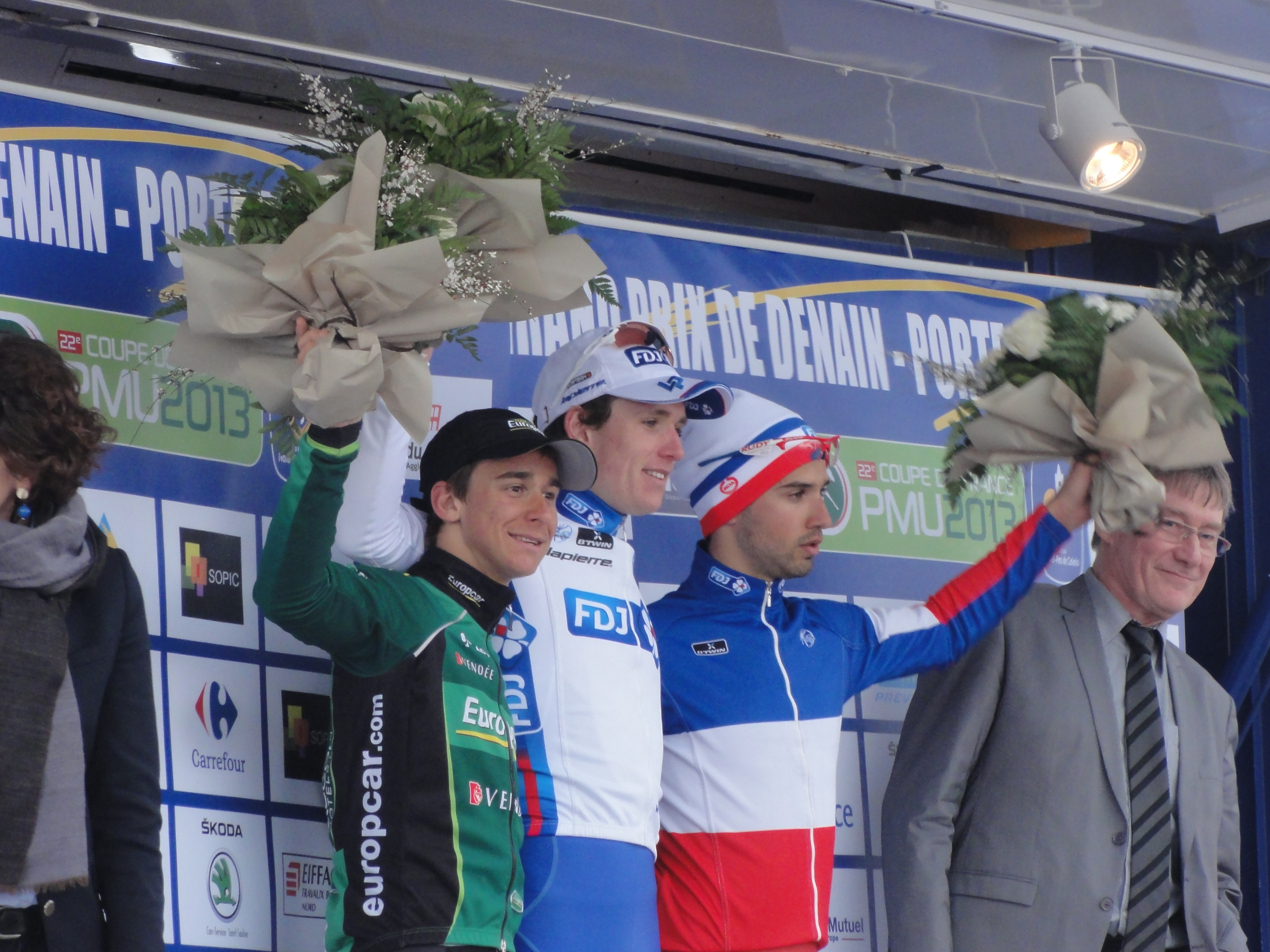
Podium de l'édition 2013 : Bryan Coquard (2e), Arnaud Démare (1er) et Nacer Bouhanni (3e).

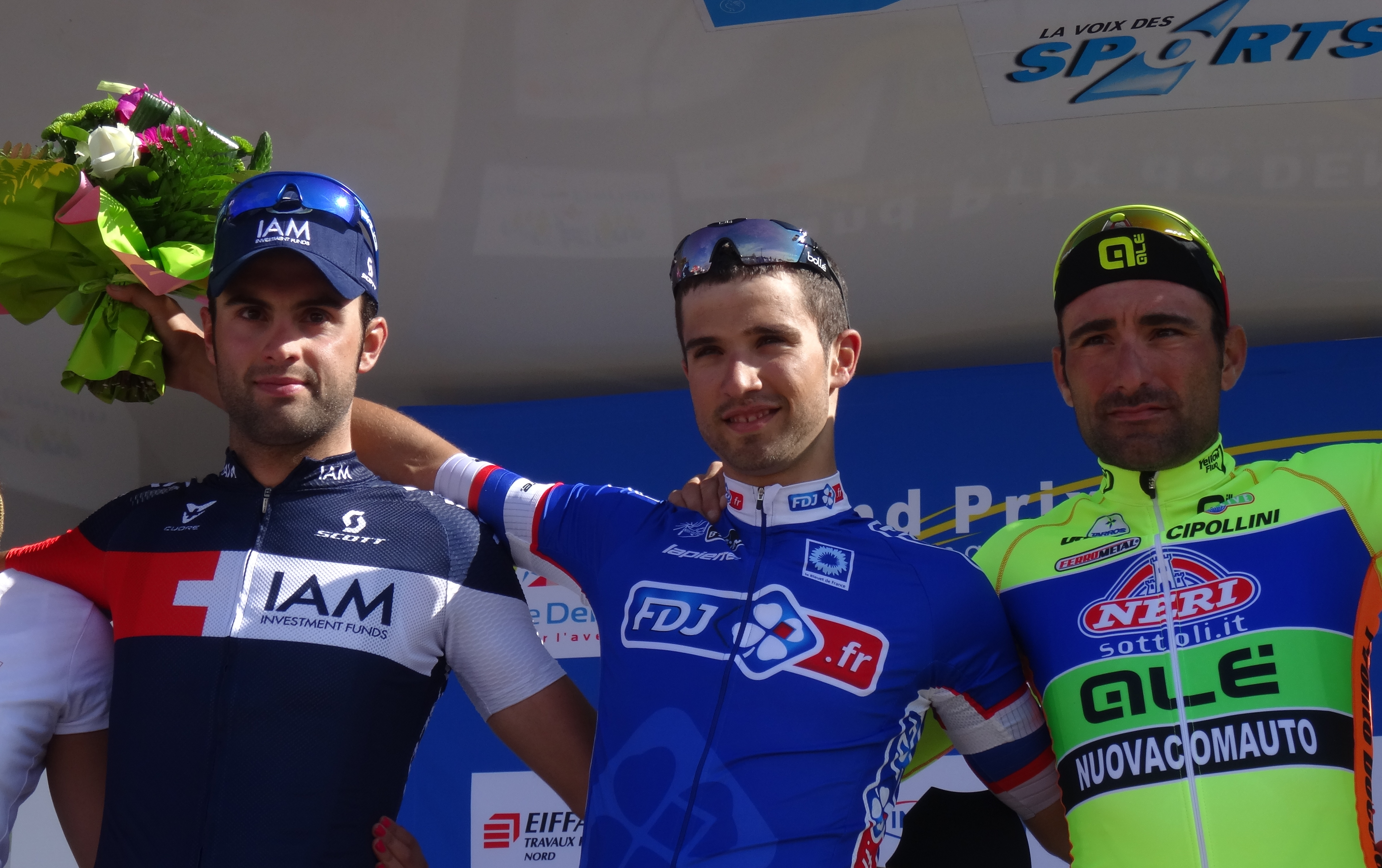
Podium de l'édition 2014 : Matteo Pelucchi (2e), Nacer Bouhanni (1er) et Francesco Chicchi (3e).

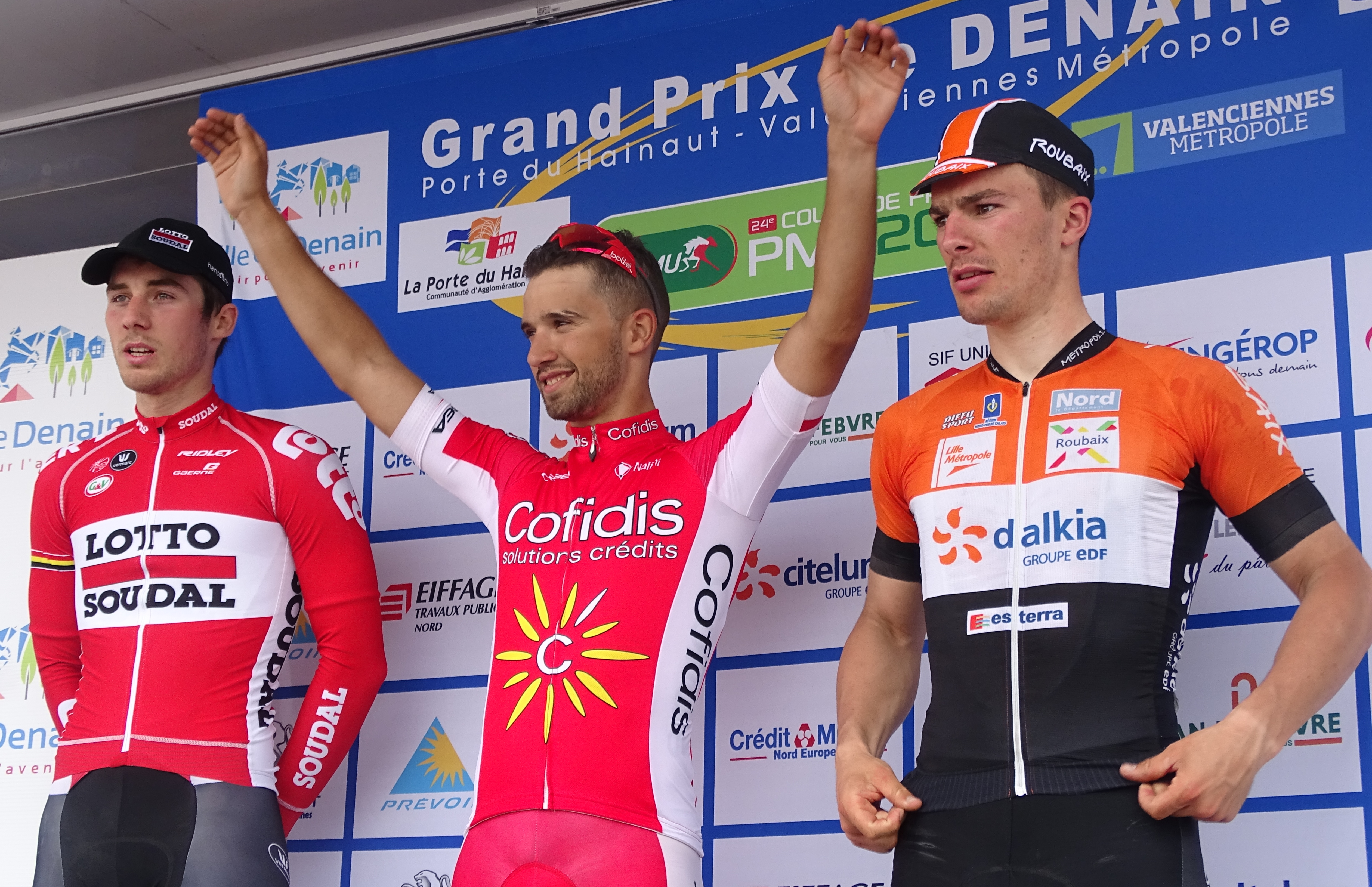
Podium de l'édition 2015 : Boris Vallée (2e), Nacer Bouhanni (1er) et Rudy Barbier (3e).

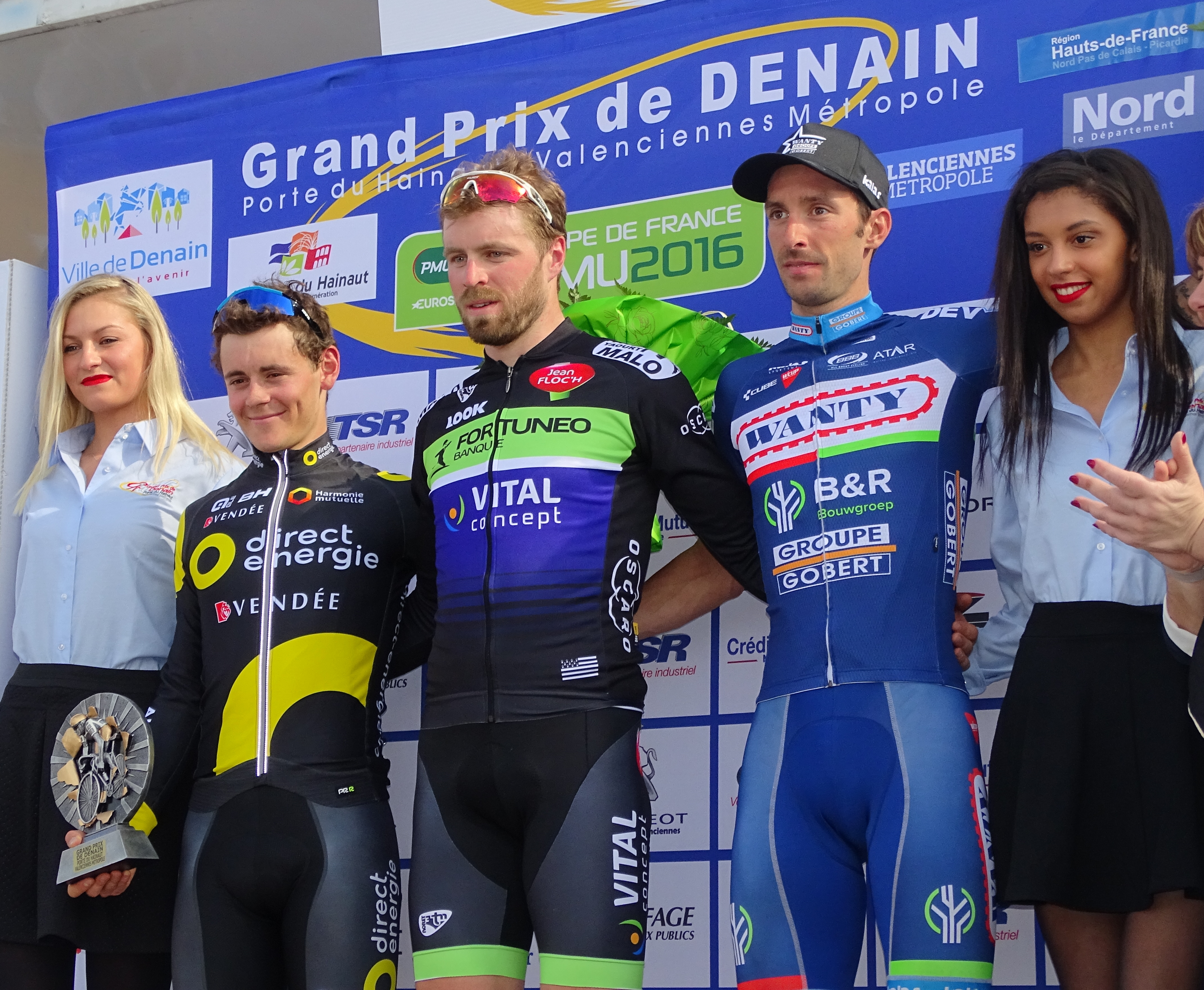
Podium de l'édition 2016 : Thomas Boudat (2e), Daniel McLay (1er) et Kenny Dehaes (3e).

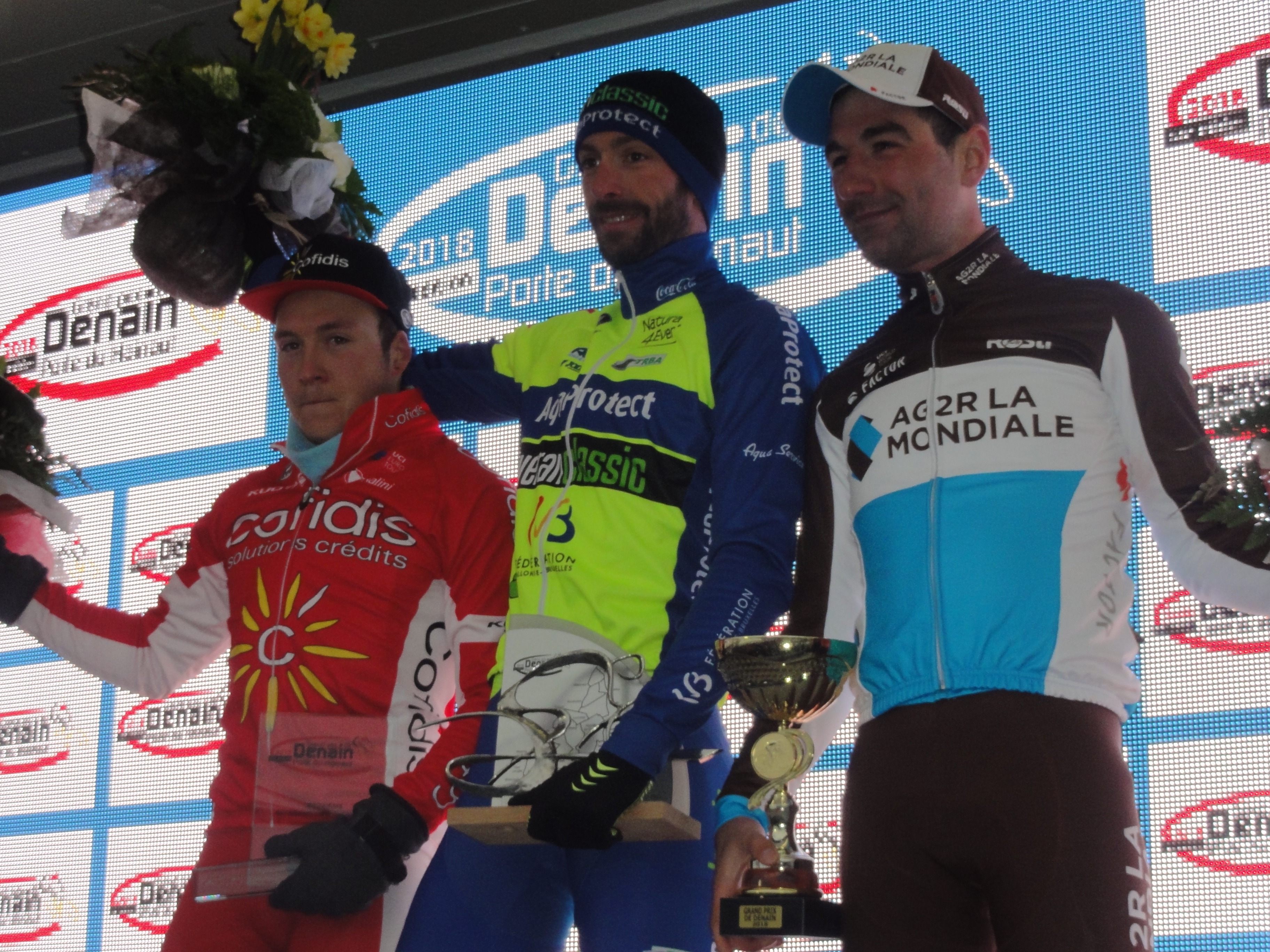
Podium de l'édition 2018 : Hugo Hofstetter (2e), Kenny Dehaes (1er) et Julien Duval (3e).

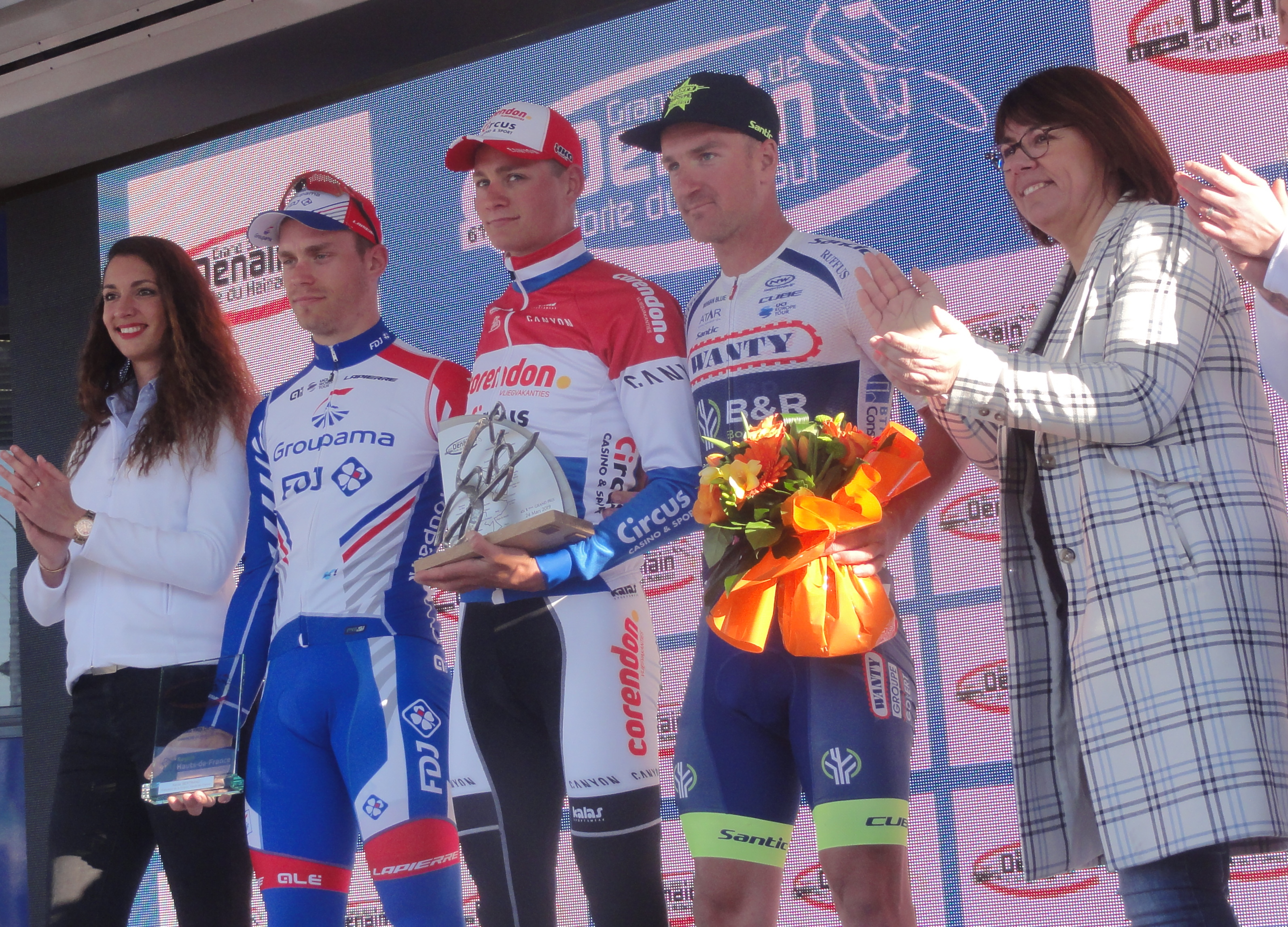
Podium de l'édition 2019 : Marc Sarreau (2e), Mathieu van der Poel (1er) et Timothy Dupont (3e).

Créé en 1959, le Grand Prix de Denain fête sa soixantième édition en 2018,,,.
| Année | Vainqueur              | Deuxième               | Troisième                |                  |
| ----- | ---------------------- | ---------------------- | ------------------------ | ---------------- |
| 1959  | Seamus Elliott         | Marcel Beckaert        | Jean Stablinski          |                  |
| 1960  | Gabriel Borra          | Louis Proost           | Maurice Joosen           |                  |
| 1961  | Arthur Decabooter      | Roger Baens            | Marcel Ongenae           |                  |
| 1962  | Julien Schepens        | Willy Raes             | Willy Truye              |                  |
| 1963  | Gustaaf De Smet        | Édouard Delberghe      | Benoni Beheyt            |                  |
| 1964  | Michael Wright         | Frans Verbeeck         | Bernard Van De Kerckhove |                  |
| 1965  | Ludo Janssens          | Willy Van den Eynde    | Frans Verbeeck           |                  |
| 1966  | Herman Vrancken        | Martin Van Den Bossche | Constant Jongen          |                  |
| 1967  | José Samyn             | Jacques Boudringhin    | Eddy Van Audenaerde      |                  |
| 1968  | Jean Stablinski        | Barry Hoban            | Herman Decan             |                  |
| 1969  | Joseph Mathy           | Daniel Van Ryckeghem   | Fernand Hermie           |                  |
| 1970  | Christian Callens      | Émile Bodart           | José Catieau             |                  |
| 1971  | André Dierickx         | Herman Vrijders        | Frans Verhaegen          |                  |
| 1972  | Gustaaf Van Roosbroeck | Jozef Abelshausen      | Rudy De Groote           |                  |
| 1973  | Marc Demeyer           | Englebert Opdebeeck    | Dirk Baert               |                  |
| 1974  | Willy Teirlinck        | José De Cauwer         | Eddy Verstraeten         |                  |
| 1975  | Roger Loysch           | Jozef Abelshausen      | André Dierickx           |                  |
| 1976  | Walter Planckaert      | Robert Mintkiewicz     | Eric Jacques             |                  |
| 1977  | Robert Mintkiewicz     | Serge Vandaele         | Albert Van Vlierberghe   |                  |
| 1978  | Frank Hoste            | Jos Jacobs             | Gustaaf Van Roosbroeck   |                  |
| 1979  | Jean-Philippe Pipart   | Frits Pirard           | Johan Alberts            |                  |
| 1980  | Léo Van Thielen        | Jean-Philippe Pipart   | Roger Verschaeve         |                  |
| 1981  | Ferdi Van Den Haute    | Eric Van De Wiele      | Dirk Baert               |                  |
| 1982  | Eddy Vanhaerens        | Alain Desaever         | Ronny Van Holen          |                  |
| 1983  | Paul Sherwen           | William Tackaert       | Didier Vanoverschelde    |                  |
| 1984  | Yves Godimus           | Claude Criquielion     | Willy Vigouroux          |                  |
| 1985  | Patrick Versluys       | Jean-Louis Gauthier    | Pierre Le Bigaut         |                  |
| 1986  | Bruno Wojtinek         | Johan Capiot           | Christophe Lavainne      |                  |
| 1987  | Bruno Wojtinek         | Eddy Planckaert        | Jan Bogaert              |                  |
| 1988  | Pascal Poisson         | Michel Vermote         | Thierry Marie            |                  |
| 1989  | Edwig Van Hooydonck    | Thierry Marie          | Franck Boucanville       |                  |
| 1990  | Frédéric Moncassin     | Peter Pieters          | Paul Popp                |                  |
| 1991  | Frédéric Moncassin     | Martin Schalkers       | Thierry Laurent          |                  |
| 1992  | Edwig Van Hooydonck    | Philippe Casado        | Hervé Henriet            |                  |
| 1993  | Marcel Wüst            | Johan Capiot           | Michel Zanoli            |                  |
| 1994  | Jans Koerts            | Lars Michaelsen        | Brian Holm               |                  |
| 1995  | Jo Planckaert          | Michel Zanoli          | Thierry Gouvenou         |                  |
| 1996  | Ján Svorada            | Michel Cornelisse      | Emmanuel Magnien         |                  |
| 1997  | Ludo Dierckxsens       | Henk Vogels            | Stuart O'Grady           |                  |
| 1998  | Jaan Kirsipuu          | Jeroen Blijlevens      | Frédéric Moncassin       |                  |
| 1999  | Jeroen Blijlevens      | Jaan Kirsipuu          | Niko Eeckhout            |                  |
| 2000  | Endrio Leoni           | Thor Hushovd           | Leonardo Guidi           |                  |
| 2001  | Jaan Kirsipuu          | Davide Casarotto       | Frédéric Guesdon         |                  |
| 2002  | Alberto Vinale         | Frédéric Finot         | Damien Nazon             |                  |
| 2003  | Bert Roesems           | Enrico Poitschke       | Thomas Voeckler          |                  |
| 2004  | Thor Hushovd           | Mark Scanlon           | Nico Sijmens             |                  |
| 2005  | Jimmy Casper           | Mark Renshaw           | Lloyd Mondory            |                  |
| 2006  | Jimmy Casper           | Nico Mattan            | Hans Dekkers             |                  |
| 2007  | Sébastien Chavanel     | Mark Renshaw           | Eric Baumann             |                  |
| 2008  | Edvald Boasson Hagen   | Jimmy Casper           | Jimmy Engoulvent         |                  |
| 2009  | Jimmy Casper           | Matthew Goss           | Denis Flahaut            |                  |
| 2010  | Denis Flahaut          | Florian Vachon         | Enrico Rossi             |                  |
| 2011  | Jimmy Casper           | Romain Feillu          | Aidis Kruopis            |                  |
| 2012  | Juan José Haedo        | Alex Rasmussen         | Andrea Guardini          |                  |
| 2013  | Arnaud Démare          | Bryan Coquard          | Nacer Bouhanni           |                  |
| 2014  | Nacer Bouhanni         | Matteo Pelucchi        | Francesco Chicchi        |                  |
| 2015  | Nacer Bouhanni         | Boris Vallée           | Rudy Barbier             |                  |
| 2016  | Daniel McLay           | Thomas Boudat          | Kenny Dehaes             |                  |
| 2017  | Arnaud Démare          | Nacer Bouhanni         | Sebastián Molano         |                  |
| 2018  | Kenny Dehaes           | Hugo Hofstetter        | Julien Duval             |                  |
| 2019  | Mathieu van der Poel   | Marc Sarreau           | Timothy Dupont           |                  |
| 2020  | annulé/abandonné       | annulé/abandonné       | annulé/abandonné         | annulé/abandonné |
| 2021  | Jasper Philipsen       | Jordi Meeus            | Ben Swift                |                  |
| 2022  | Max Walscheid          | Dries De Bondt         | Adrien Petit             |                  |
| 2023  | Sebastián Molano       | Tim van Dijke          | Timo Kielich             |                  |
| 2024  | Jannik Steimle         | Cériel Desal           | Dries Van Gestel         |                  |
| 2025  | Matthew Brennan        | Gianni Vermeersch      | Dries De Bondt           |                  |

## Victoires par pays
| #  | Pays        | Victoires |
| -- | ----------- | --------- |
| 1. | Belgique    | 27        |
| 2. | France      | 19        |
| 3. | Royaume-Uni | 4         |
| 4. | Pays-Bas    | 3         |
| 4. | Allemagne   | 3         |
| 6. | Estonie     | 2         |
| 6. | Italie      | 2         |
| 6. | Norvège     | 2         |
| 9. | Argentine   | 1         |
| 9. | Colombie    | 1         |
| 9. | Irlande     | 1         |
| 9. | Tchéquie    | 1         |

## Parcours
Le parcours varie chaque année.

Parcours de différentes éditions
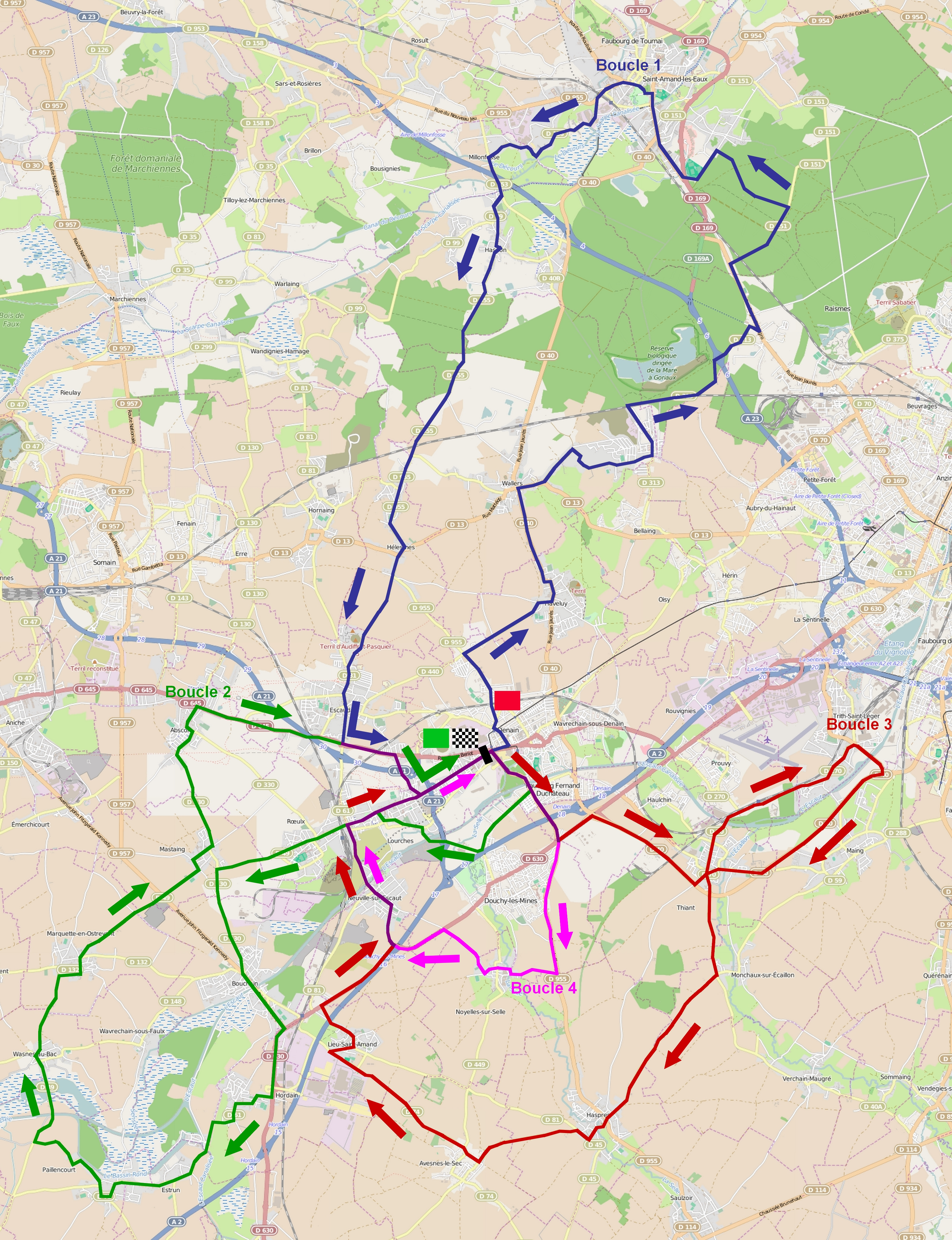
2012.
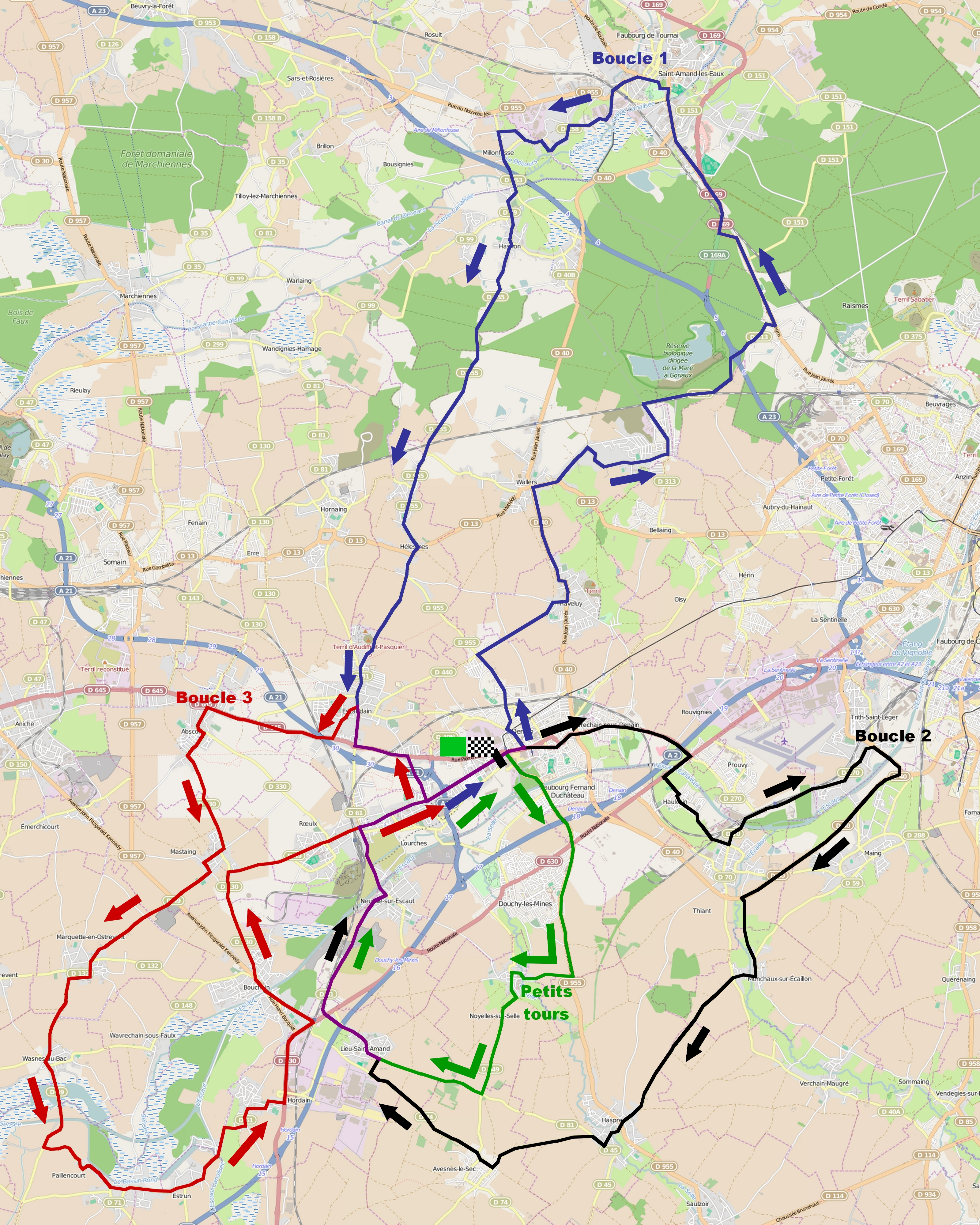
2013.
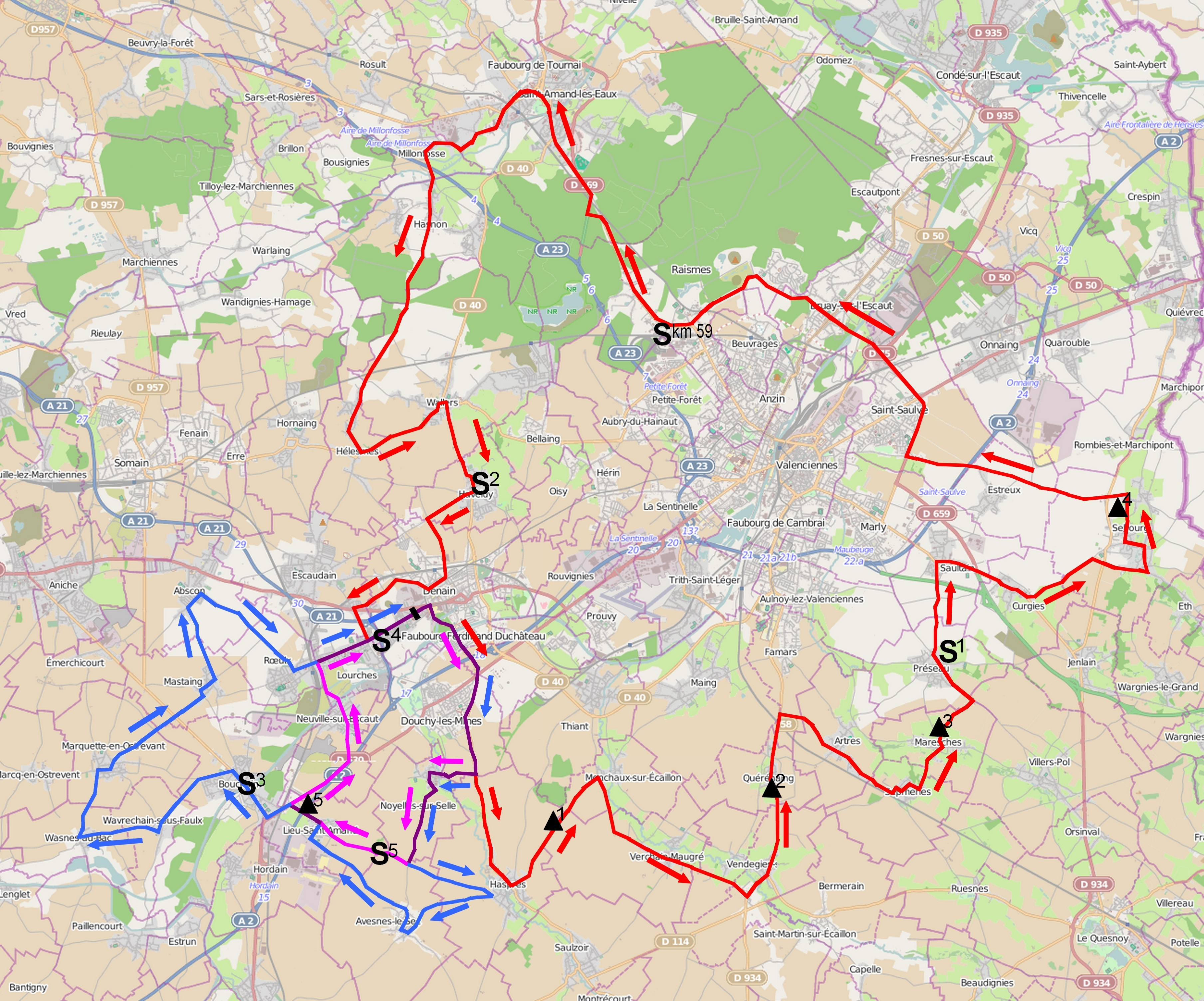
2014.
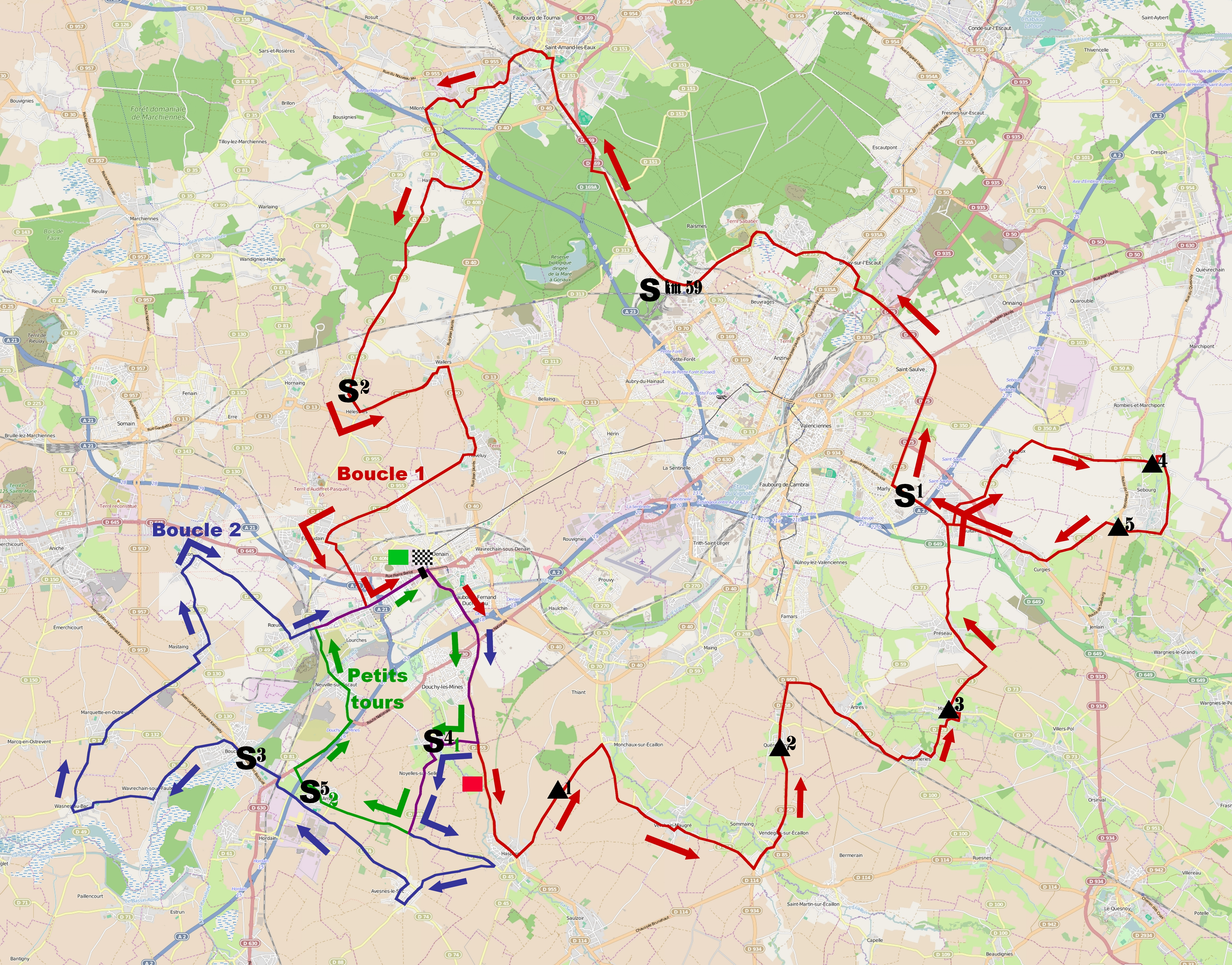
2015.
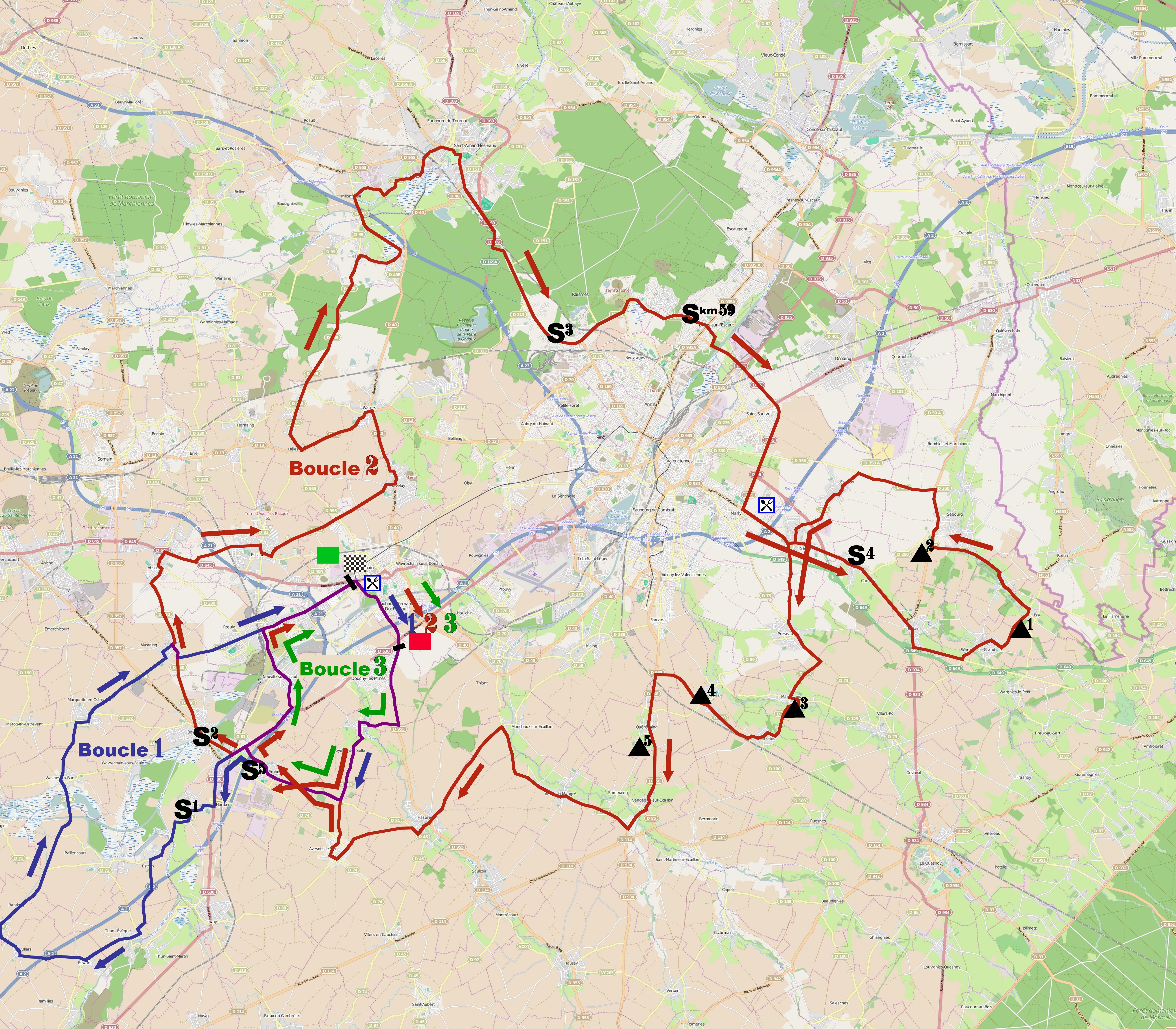
2016.
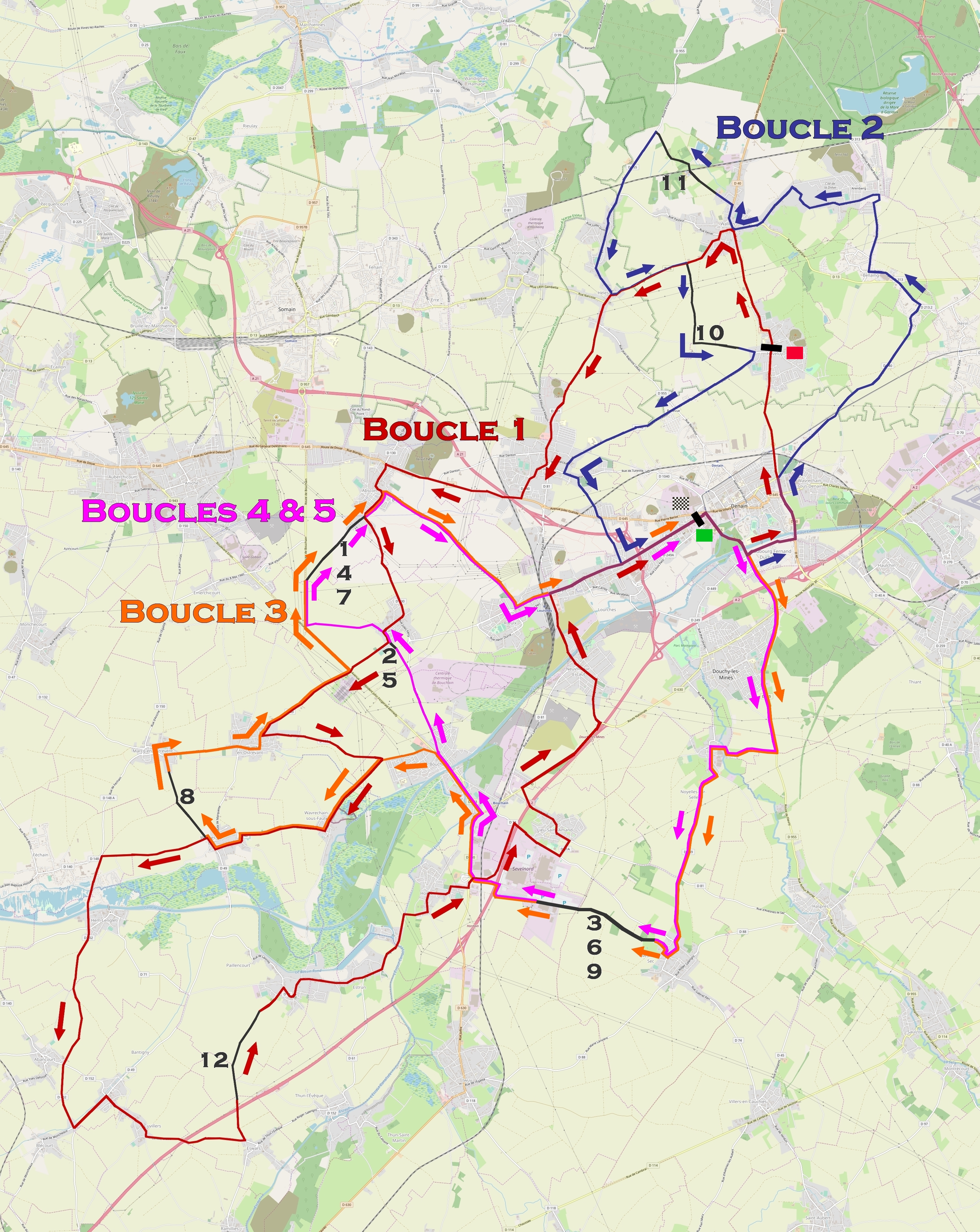
2019.